# آلتس
آلتس (به انگلیسی: Alz) رودخانه‌ای است که در آلمان جریان دارد.